# Бонч-Осмоловский, Николай Георгиевич
Никола́й Гео́ргиевич Бонч-Осмоло́вский (6 [18] декабря 1883, Белая Церковь — 23 августа 1968, Москва) — российский и советский художник-монументалист, живописец, график.

## Биография
Происходил из дворянской семьи, принадлежащей знатному роду Великого княжества Литовского, Речи Посполитой, а позже — Российской империи — Бонч-Осмоловских. Отец был подполковником императорской армии.
В 1902—1905 годах учился живописи в Москве, в МУЖВЗ, у преподавателей С. А. Коровина и С. В. Малютина.
В 1906—1908 годах продолжал обучение в Париже, в частной школе Фернана Кормона, после чего вернулся жить в Москву. Занимался жанровой, пейзажной, портретной живописью, писал обнаженную натуру.
В 1908—1920 годах вёл преподавательскую деятельность в художественных студиях Москвы. Известны следующие его работы:
- «Минск. Река Свислочь» (1901, графика)
- «Охота на лебедей» (1908, пастель)
- «Портрет жены» (1910-е, графика)
- «Портрет матери» (1915)
- «Еврейка» (1918, пастель)

С 1912 года являлся активным участником художественных выставок:
- Весенняя выставка в залах Императорской Академии художеств, Санкт-Петербург
- Выставка Московского товарищества художников (1916)
- Выставка художественной индустрии в галерее «Лемерсье» (Москва, 1916)

После революции 1917 года также продолжал художественную деятельность.
В 1918 году стал членом Союза художников СССР.
В 1923 году создал художественное панно для белорусского павильона на Всесоюзной сельскохозяйственной и кустарно-промышленной выставке в Москве.
В 1925 году принял участие в выставке группы «ОБИС» («Объединенное искусство») в Москве.
С конца 1920-х годов заинтересовался разработкой и химическими процессами изготовления прочных красок и грунтов для станковой и монументально-декоративной живописи, в частности огнеупорной пастели. Являлся изобретателем новых видов красок, патенты на изобретения которых до сих пор хранятся в архиве РГАЛИ. Работал художником-технологом в Управлении строительства завода мозаичных плит, на фабрике «Палитра». Также занимался книжной иллюстрацией. В его оформлении вышло несколько произведений классиков русской литературы — «Демон» М. Ю. Лермонтова, а также сказки А. С. Пушкина и П. П. Ершова. Также Н. Г. Бонч-Осмоловский был театральным художником. В Российском Государственном архиве сохранились его эскизы к операм А. П. Бородина, Н. А. Римского-Корсакова, А. Н. Серова.
4 апреля 1936 года был арестован как «участник контрреволюционной организации».
29—31 июля 1936 года был приговорён к пяти годам исправительно-трудового лагеря с лишением в правах на 3 года.
1 августа 1936 приговор вступил в силу. Николай Георгиевич был этапирован в Карелию, в Сегежлаг.
За освобождение Н. Г. Бонч-Осмоловского ходатайствовали академики А. В. Щусев, Лактионов А. И. и И. В. Жолтовский, а также известные скульпторы и художники — А. Н. Бенуа, Конёнков С. Т., Корин П. Д., Е. Е. Лансере, В. Е. Татлин.
5 апреля 1941 года Н. Г. Бонч-Осмоловский был освобождён и выслан в Северный край. После освобождения из ссылки поселился в Новосибирске и продолжил работать художником-технологом.
В 1947 году принимал участие в передвижной Сибирской межобластной художественной выставке (Новосибирск, Красноярск, Иркутск, Бийск, Томск, Омск).
В 1960-х годах вернулся в Москву, где и умер в почтенном возрасте, в 1968 году.

## Семья
Первая жена — Антонина Антоновна Комоцкая.
Вторая жена — Е. В. Бонч-Осмоловская.
Сын — А. Н. Бонч-Осмоловский.

## Творчество
Творчество Н. Г. Бонч-Осмоловского представлено в российских музейных собраниях — Государственной Третьяковской галерее, ГМИИ им. А. С. Пушкина. Некоторые произведения графики хранятся в Российском государственном архиве литературы и искусства.